# قائمة المجازر الإسرائيلية في فلسطين
تسردُ هذه القائمة المجازر الإسرائيلية في فلسطين وهي تلكَ المجازر والمذابح التي ارتكبها الجيش الإسرائيلي بحقّ الشعب الفلسطيني في فلسطين. تحوي القائمة اسم المجزرة مع تاريخها والحدث (إن وُجد)، فمكان المجزرة وعدد القتلى والجرحى بالإضافةِ لمعلومات إضافيّة أخرى.

## قائمة المجازر الإسرائيلية في فلسطين
| مسلسل | اسم المجزرة                        | التاريخ        | المنفذ                            | الموقع                                               | الأحداث |
| ----- | ---------------------------------- | -------------- | --------------------------------- | ---------------------------------------------------- | --- |
| 1     | مجزرة حيفا( (Q128799157))          | 6 مارس 1937    | عصابتا الإتسل وليحي               | سوق حيفا                                             | في السادس من مارس عام 1937، ألقى أفراد عصابتي الإتسل وليحي قنبلة على سوق حيفا، مما أدى إلى استشهاد 18 مواطناً عربياً، وأُصيب 38 آخرين بجراح. |
| 2     | مجزرة القدس                        | 6 ديسمبر 1937  | عصابة الإتسل                      | سوق الخضار بالقدس                                    | في السادس من ديسمبر عام 1937، ألقى أحد عناصر منظمة عصابة الإتسل الصهيونية قنبلة على سوق الخضار المُجاور لبوابة نابلس في مدينة القدس، مما أدى إلى استشهاد عشرات من المواطنين العرب، وإصابة الكثيرين بجراح |
| 3     | مجزرة حيفا                         | 6 يوليو 1938   | عصابة الإتسل وليحي                | سوق حيفا                                             | في السادس من يوليو عام 1938، فجر أفراد عصابة الإتسل وليحي الصهيونية سيارتين ملغومتين في سوق حيفا مما أدى إلى استشهاد 21 مواطنًا عربيًا، وجُرح 52 آخرين |
| 4     | مجزرة حيفا                         | 6 يوليو 1938   | عصابة الإتسل                      | مساجد مدينة القدس                                    | ألقى أحد أفراد عصابة الإتسل قنبلة يدوية أمام مساجد مدينة القدس أثناء خروج المُصلين، فاستشهد جراء ذلك 10 مواطنين، وأُصيب آخرون بجراح |
| 5     | مجزرة القدس                        | 13 يوليو 1938  |                                   | سوق الخضار في القدس                                  | استشهد 10 من العرب، وجُرِحَ آخرون في انفجار مروع في سوق الخضار العربي في القدس القديمة |
| 6     | مجزرة القدس                        | 15 يوليو 1938  | عصابة الإتسل                      | السوق العربية في مدينة حيفا                          | انفجرت سيارة ملغومة، وضعتها عصابة الإتسل فاستشهد نتيجة ذلك 35 مواطنًا، وجُرِحَ 70 آخرين |
| 7     | محزرة حيفا                         | 25 يوليو 1938  | عصابة الإتسل                      | أحد أسواق حيفا                                       | ألقى أحد أفراد عصابة الإتسل قُنبلة يدوية، فاستشهد نتيجة ذلك 47 شخصًا |
| 8     | مجزرة القدس                        | 26 يوليو 1938  | عصابة الإتسل                      | سوق القدس العربية                                    | ألقى أحد أفراد عصابة الإتسل قُنبِلة يَدَوِيَة، فاُستُشهِد نتيجة هذا الانفجار 34 شخصًا، وجرح 35 شخصًا |
| 9     | مجزرة حيفا                         | 27 مارس 1939   | عصابة الإتسل                      | حيفا                                                 | فجرت عصابة الإتسل قنبلتَيْن، فاُسْتُشهِد 39 شخصًا، وجُرِحَ 27 آخرين |
| 10    | مجزرة بلد الشيخ                    | 12 يونيو 1939  | عصابة الهاجاناه                   | بلد الشيخ. قرية تقع في الجنوب الشرقي من مدينة حيفا   | هاجمت عصابة الهاجاناه بلد الشيخ، واختطفت خمسة من سكانها ثم قتلتهم |
| 11    | مجزرة حيفا                         | 19 يونيو 1939  | جماعة من اليهود                   | أحد أسواق مدينة حيفا                                 | أُلقيت قنبلة يدوية في أحد أسواق حيفا، فاُستُشهِدَ على إثرها 9 أشخاص وأُصيبَ 4 آخرون |
| 12    | مجزرة حيفا                         | 20 يونيو 1947  | عصابتا الإتسل وليحي               | سوق حيفا                                             | وضع أفراد من عصابتي الإتسل وليحي قنبلة أحد صناديق الخضار، وأدى انفجارها إلى استشهاد 78 عربيًا وإصابة 24 آخرين |
| 13    | مجزرة العباسية                     | 13 ديسمبر 1947 | عصابة الإتسل                      | قرية العباسية شرق يافا                               | شنت عصابة الإتسل هجومًا على قرية العباسية، وبدأت في إطلاق النار على بعض السكان مما أدى إلى استشهاد 9 عرب وإصابة 7 آخرين |
| 14    | مجزرة الخصاص                       | 18 ديسمبر 1947 | عصابة البالماخ                    | قرية الخصاص إحدى قُرى قضاء صفد الواقعة في شمال فلسطين | شنت قوة البالماخ هجومًا على قرية الخصاص التي تقع في الجُزء الشمالي من سهل الحولة مما أسفر عن استشهاد عشرة أشخاص كلهم من النساء والأطفال |
| 15    | مجزرة باب العمود                   | 29 ديسمبر 1947 | عصابة الإتسل                      | باب العمود أحد أبواب القدس                           | قامت عصابة الإتسل بهجوم باستخدام برميل متفجرات مما أسفر عن سقوط 14 شهيدًا عربيًا وإصابة 27 آخرين، وقد أعادت تلك العصابة الكرة مرة أخرى في اليوم التالي أي في 30 ديسمبر 1947 مما أدى إلى استشهاد ومقتل 11 عربيًا وبريطانيَيْن |
| 16    | مجزرة القدس                        | 30 ديسمبر 1947 | عصابة الإتسل                      | القدس                                                | ألقت جماعة من أفراد عصابة الأرغون قنبلة من سيارة تسير مسرعةً في القدس مما أسفر عن انفجارها إلى استشهاد 11 عربيًا |
| 17    | مجزرة الشيخ بريك                   | 31 ديسمبر 1947 | عصابة البالماخ                    | بلد الشيخ قرية تقع على جبل الكرمل                    | هاجمت قوة من البالماخ قرية بلد الشيخ مما أدى إلى استشهاد 60 شخصًا وفقًا للمصادر الإسرائيلية |
| 18    | مجزرة يافا \ مجزرة السرايا القديمة | أبريل 1948     | الهاجاناه                         | حيفا                                                 | كان الهدف من العملية هو الاستيلاء على الأحياء العربية في حيفا و كان حدثًا هامًا في المراحل الأخيرة من حرب التطهير العرقي في فلسطين مما أدى إلى الحرب العربية الإسرائيلية 1948م |
| 19    | مذبحة قرية أبو شوشة                | 14/5/1948      | جنود لواء جعفاتي                  | قرية أبو شوشة القريبة من قرية دير ياسين              | بدأت المذبحة في قرية أبو شوشة القريبة من قرية دير ياسين فجرا، راح ضحيتها 50 قتيلاً من النساء، والرجال، والشيوخ، والأطفال، ضربت رؤوس العديد منهم بآلات حادة، وقد أطلق جنود لواء جعفاتي الذي نفذ المذبحة النار على كل شيء يتحرك دون تمييز. |
| 20    | مذبحة الطنطورة                     | 22/8/1948      | كتيبة 33 التابعة للواء الكسندروني | قرية طنطورة                                          | في الليلة الواقعة بين 22 و23 أيار 1948 هاجمت كتيبة 33 التابعة للواء الكسندروني قرية طنطورة. احتلت القرية بعد عدة ساعات من مقاومة أهالي البلدة لقوات الاحتلال الإسرائيلي، وفي ساعات الصباح الباكر كانت القرية كلها قد سقطت في يد جيش الاحتلال، وانهمك الجنود الإسرائيليون لعدة ساعات في مطاردة دموية شرسة للرجال البالغين بهدف قتلهم. في البداية أطلقوا النار عليهم في كل مكان صادفوهم فيه في البيوت في الساحات وحتى في الشوارع. وبعد ذلك أخذوا يطلقون النار بصورة مركزة في مقبرة القرية. وقد خلفت المذبحة أكثر من 90 قتيلا دفنوا في حفرة كبيرة، وفي المقبرة التي دفنت فيها جثث القتلى من أهالي القرية في قبر جماعي، أقيمت لاحقا ساحة لوقوف السيارات كمرفق لشاطئ "دور" على البحر المتوسط جنوبي حيفا. |

## 1950 – 1959
| التاريخ        | أسم المجزرة    | المنفذ                                                      | المكان                                                                                          | الخسائر البشرية                                      | معلومات أضافية |
| -------------- | -------------- | ----------------------------------------------------------- | ----------------------------------------------------------------------------------------------- | ---------------------------------------------------- | --- |
| 14/10/1953     | مذبحة قبيا     | قوات الاحتلال الإسرائيلي                                    | رية قبية (كان عدد سكانها يوم المذبحة حولي 200 شخص)                                              | 67 قتيلا من الرجال والنساء والأطفال وجرح عشرات آخرون | قامت وحدات من الجيش النظامي الإسرائيلي بتطويق قرية قبية (كان عدد سكانها يوم المذبحة حولي 200 شخص) بقوة قوامها حوالي 600 جندي، بعد قصف مدفعي مكثف استهدف مساكنها، وبعد ذلك اقتحمت قوات الاحتلال الإسرائيلي القرية وهي تطلق النار بشكل عشوائي. وبينما طاردت وحدة من المشاة السكان الفلسطينيين العزل وأطلقت عليهم النار، عمدت وحدات أخرى إلى وضع شحنات متفجرة حول بعض المنازل فنسفتها فوق سكانها، وقد رابط جنود الاحتلال خارج المنازل أثناء الإعداد لنسفها وأطلقوا النار على كل من حاول الفرار من هذه البيوت المعدة للتفجير، وقد كانت حصيلة المجزرة تدمير 56 منزلا ومسجد القرية ومدرستها وخزان المياه الذي يغذيها، كما استشهد فيها 67 شهيدا من الرجال والنساء والأطفال وجرح عشرات آخرون. وكان قائد القوات الإسرائيلية التي نفذت تلك المذبحة أرييل شارون رئيس الوزراء الإسرائيلي السابق. |
| 10/10/1956     | مجزرة قلقيلية  | جيش الاحتلال الإسرائيلي                                     | قرية قلقيلية الواقعة على الخط الأخضر الفاصل بين الأراضي العربية المحتلة عام 1948 والضفة الغربية | أكثر من 70 شهيدا                                     | هاجم جيش الاحتلال الإسرائيلي ومجموعة من المستوطنين قرية قلقيلية الواقعة على الخط الأخضر الفاصل بين الأراضي العربية المحتلة عام 1948 والضفة الغربية، حيث شارك في الهجوم مفرزة من الجيش وكتيبة مدفعية وعشر طائرات مقاتلة. راح ضحية المجزرة أكثر من 70 شهيدا. |
| 29 أكتوبر 1956 | مذبحة كفر قاسم | جنود من حرس الحدود بناء على أوامر من قيادة الجيش الإسرائيلي | مدينة كفر قاسم                                                                                  | قتل حوالى 49 فلسطينيا خلال ساعة واحدة فقط.           | قُتل العشرات من أهالي القرية على يد جنود من حرس الحدود بناء على أوامر من قيادة الجيش الإسرائيلي التي فرضت حظراً مفاجئاً للتجول على الأهالي، بمَن فيهم العائدون إلى بيوتهم من أعمالهم الذين لم يكن بمقدورهم أن يعلموا ببدء سريان الحظر. وقعت المذبحة في نهار بدء العدوان الثلاثي على مصر، 29 تشرين الأول/ أكتوبر 1956 ونفذها الجيش الإسرائيلي بعد فرضه منع تجول على القرى المجاورة للأردن. وقبل نصف ساعة من سريان قرار منع التجول، نفذ الجنود الإسرائيليون قرارا "بإطلاق النار بنية القتل على كل إنسان يُشاهَد بعد الساعة 17 خارج البيت، من دون تفريق بين رجال ونساء وأولاد وعائدين من خارج القرية. |
| 12 نوفمبر 1996 | مذبحة خان يونس | الجيش الاسرائيلي                                            | خان يونس                                                                                        | أكثر من 250 فلسطينيًّا لاجئا                           | نفّذ الجيش الإسرائيلي، في 3 نوفمبر/ تِـشْرِين الثاني 1956 مذبحة ضد اللاجئين الفلسطينيين في مخيم خان يونس جنوبي قطاع غزة، راح ضحيتها أكثر من 250 فلسطينيًّا. وبعد تسعة أيام من المجزرة الأولى 12/11/1956 قام الجيش الإسرائيلي بقتل 275 فلسطينيا من المدنيين في نفس المخيم، كما قُتل في نفس اليوم أكثر من مائة فلسطيني آخر من سكان مخيم رفح للاجئين. |

## 1990 – 1999
| التاريخ        | اسم المجزرة            | المنفذ                                    | المكان                           | الخسائر البشرية                        | معلومات أضافية |
| -------------- | ---------------------- | ----------------------------------------- | -------------------------------- | -------------------------------------- | --- |
| 8 أكتوبر 1990  | مذبحة الأقصى الأولى    | الجيش الإسرائيلي ومتطرفون يهود            | المسجد الأقصى بالقدس الشريف      | تم قتل 21 فلسطينيا وإصابة أكثر من 150. | دثت مذبحة الأقصى الأولى في مسجد الأقصى بمدينة القدس الموافق 8 أكتوبر من عام 1990، قبل صلاة الظهر، فقد حاول متطرفون يهود مما يسمى بجماعة أمناء جبل الهيكل بالدخول إلى المسجد الأقصى مما تسبب في اشتباكات تدخل فيها الجيش الإسرائيلي وأطلق النيران في ساحات المسجد. تم قتل 21 فلسطينيا وإصابة أكثر من 150. لم يتم إخلاء القتلى والجرحى إلا بعد 6 ساعات من بداية المذبحة. |
| 25 فبراير 1994 | مذبحة الحرم الإبراهيمي | طبيب إسرائيلي متطرف، باسم باروخ جولدشتاين | الحرم الإبراهيمي في مدينة الخليل | قتل 29 مصليا فلسطينيا وجرح 150 آخرين.  | قام طبيب إسرائيلي متطرف، باسم باروخ جولدشتاين أو باروخ جولدستين، باطلاق الرصاص الحي على المصلين في صلاة الفجر بالحرم الإبراهيمي في مدينة الخليل المحتلة في 25 فبراير/شباط 1994 والذي تزامن بشهر رمضان. وقتل 29 مصليا فلسطينيا وجرح 150 آخرين. |

## 2000 – 2009
| التاريخ      | اسم المجزرة | المنفذ           | المكان    | الخسائر البشرية               | معلومات أضافية |
| ------------ | ----------- | ---------------- | --------- | ----------------------------- | --- |
| 29 مارس 2002 | مجزرة جنين  | للجيش الإسرائيلي | مخيم جنين | 60 فلسطينيا وجرح أكثر من 243. | وهي عملية توغل للجيش الإسرائيلي على مخيم جنين استمرت لمدة 10 أيام. قامت القوات الإسرائيلية أولا بتطويق مدينة جنين وفرضت سيطرتها على مداخل المدينة ومخارجها. أسفرت المجزرة عن مقتل ما لايقل عن 59 فلسطينيا وتدمير أجزاء كبيرة من المخيم. |

## 2020 – 2019
| التاريخ         | المجزرة                  | الحدث                       | المكان                | الخسائر البشريّة     | معلومات إضافيّة |
| 2020            | 2020                     | 2020                        | 2020                  | 2020                | 2020 |
| 2021            | 2021                     | 2021                        | 2021                  | 2021                | 2021 |
| 2022            | 2022                     | 2022                        | 2022                  | 2022                | 2022 |
| --------------- | ------------------------ | --------------------------- | --------------------- | ------------------- | --- |
| 6 آب/أغسطس 2022 | مجزرة رفح                | الاشتباكات بين إسرائيل وغزّة | رفح                   | 8 (قتلى) 40 (جريحًا) | ارتكبَ سلاح الجو الإسرائيلي هذه المجزرة خلالَ حربه على غزّة حينما قصفَ في السادس من آب/أغسطس 2022 منزلًا غرب مدينة رفح جنوبي قطاع غزة ما تسبَّبَ في مقتلِ 8 أشخاص بينهم طفل وثلاث سيّدات وجُرح 40 آخرين على الأقلّ بحسبِ البيانات النهائيّة للدفاع المدني بمدينة رفح. ادّعى جيشُ الاحتلال الإسرائيلي أنّ المنزل المستهدف خلال الهجوم كان يقطنهُ خالد منصور القيادي البارز في سرايا القدس الذراع العسكري لحركة الجهاد الإسلامي. |
| 6 آب/أغسطس 2022 | مجزرة جباليا             | الاشتباكات بين إسرائيل وغزّة | جباليا                | 5 (قتلى) 15 (جريحًا) | ارتكبَ سلاح الجوّ الإسرائيلي هذه المجزرة أيضًا خلال حربه على غزّة وفي نفس يومه لارتكابِ مجزرة رفح، حيثُ قصفَ بعد التاسعة مساءً من يوم السادس من آب/أغسطس 2022 منطقةً وسطَ مخيّم جباليا شمالي القطاع ما أسفرَ عن مقتل خمسة مدنيين كلّهم أطفال وإصابة أزيد من 15 آخرين. ألقت تل أبيب بدايةً باللومِ على سرايا القدس في التسبّب بالمجزرة، كما نشرت فيديوهاتٍ وصور وخرائط تتهمُ فيها السرايا بالوقوفِ خلف ما حصلَ في جباليا، وتبيّن بعد أكثر من أسبوع أنّ القوات الجويّة الإسرائيليّة هي من نفَّذت المجزرة وذلك بعد نشرِ صحيفة هآرتس العبريّة لنتائج تحقيقها كما سرّبت نتائج تحقيق داخلي أثبت أنّ تل أبيب من تتحمّل مسؤوليّة المجزرة. |
| 2023            |                          |                             |                       |                     | |
| 26 يناير 2023   | مجزرة جنين               | اقتحام جنين                 | جنين                  | 9 (قتلى) 16 (جريحًا) | أقدَمت قوات إسرائيليّة خاصّة بدعمٍ من باقي أفرع قوات الجيش بُعيد الثامنة صباحًا من يوم السادس والعشرين من يناير (بتوقيت فلسطين) على اقتحامِ مخيّم جنين ثمّ سُرعان ما اندلعت اشتباكاتٌ مسلّحة بين المقاومين في المخيّم الذين حاولوا التصدّي للاجتياحِ الإسرائيلي. استمرَّ التوغّل الإسرائيلي في المخيّم ومناطق أخرى قريبة لبضع ساعات استعملَ خلالها جيشُ الاحتلال الرصاص الحيّ بكثافة، كما هاجمَ المستشفى الحكومي بالمخيم عبرَ قنابل الغاز. أسفرت هذه العمليّة العسكرية الإسرائيليّة عن مقتلِ 9 فلسطينيين أغلبهم من المدنيين وعشرات المصابين بجروح متفاوتة الخطورة.                                                           |
| 17 اكتوبر 2023  | مجزرة المستشفى المعمداني | قصف اسرائيلي                | حي الزيتون - جنوب غزة | 500 قتيل و 600 جريح | أقدم سلاح الجو الاسرائيلي بقصف المستشفى الأهلي العربي «المعمداني» في حي الزيتون جنوب مدينة غزة في ساعات الليل الأولى من يوم السابع عشر من أكتوبر (تشرين الأول) 2023 وأسفرت المجزرة عن 500 قتيل وأكثر من 600 جريح. رداً على هذه المأساة، أعلن الرئيس الفلسطيني، محمود عباس، فترة حداد عام تستمر لثلاثة أيام. |